# Jacques Van Herp
Pour les articles homonymes, voir Van Herp, Haigh et Jansen.
Jacques Van Herp, né le 26 novembre 1923 à Bruxelles (province de Brabant), et mort le 30 décembre 2004 à Etterbeek (région de Bruxelles-Capitale), est un essayiste belge de science-fiction et directeur de collection chez Marabout. Ses romans d'anticipation sont publiés sous de nombreux pseudonymes : Marc Monnier, Alain Arvel, André Jouly, Michel Berchamps, Carlo Nada, Alan Haigh, Michel Vedewe, Alain Provist, Ladislas Céteski, Illy Kenkönnery, Michel Berchmans, Michel Védéwé, Michel Jansen. Il participe également au pseudonyme collectif de Michel Goissert.

## Biographie
Jacques Van Herp naît le 26 novembre 1923 à Bruxelles.
Romancier et critique littéraire, il est également professeur de mathématiques dans l'enseignement secondaire à Bruxelles. Directeur de collection aux éditions Marabout, il se spécialise dans la publication de romans écrits par les précurseurs européens de science-fiction et sera récompensé par le prix spécial pour la Belgique de la European Science Fiction Society 1976.
Il est membre du Cercle des amis des bandes dessinées (CABD) dont la liste des membres compte de sérieuses et célèbres personnalités tant dans le domaine du 9e art que celui des arts populaires. Signalons parmi ses membres : Yvan Delporte, Franquin, Greg, Thierry Martens, Morris, Peyo, Roba, Tibet, Tillieux, Will et autres sérieux spécialistes et connaisseurs de la presse pour enfants et adolescents comme Danny De Laet, Pierre Vankeer, Urbain Van Cauwenbergh, spécialiste du film d’animation et le professeur Alain Van Passen.
De 1968 à 1972, il collabore à la revue Ran Tan Plan.
Selon le journaliste du quotidien belge Le Soir Jean-Claude Vantroyen qui lui rend hommage lors de l'annonce de son décès : « Jacques Van Herp savait vraiment tout. C'était une encyclopédie vivante. Sauf qu'elle ne s'étalait pas : Jacques Van Herp était un homme discret, secret. »
Il meurt le 30 décembre 2004 à Etterbeek, à l'âge de 81 ans.

## Œuvres

### Sous le nom d'Alan Haigh
- La Porte des ténèbres, Le Masque Fantastique, coll. « rouge », no 18, 1977.

### Sous le nom d'Alain Arvel
- Thierry tête de fer, Spès, coll. « Jamboree », 1954
- Le Roi Mezel (en collaboration avec Jean-Claude Alain), Spès, coll. « Jamboree », 1954.
- Le Linceul de pourpre, Spès, coll. « Jamboree », 1956.
- Terre des Ombres, Spès, coll. « Jamboree », 1957.
- La Capricieuse, Alsatia, coll. « Signe de Piste », 1958
- Cap au Sud (en collaboration avec Jean-Paul Benoit), Spès, coll. « Jamboree », 1963
- Les Murs de la ville, éditions Hachette, coll. « Poche Rouge », 1975.
- Vorstadtsommer : Bruno, Mike und Rocandos (traduction de Thomas Münster), Freiburg im Breisgau, Basel, Wien : Herder, 1979
- Xavier la dérive[6], Signe de Piste 128, 1986  (ISBN 2711303063)
- Lucky, mon ami, Bernard Fosse (ill.), Fleurus, coll. « Signe de Piste », 1995  (ISBN 2215050276).

### Sous le nom de Carlo Nada
- La Bataille du quartier, Signe de Piste, NSDP 53, 1977

### Sous le nom de André Jouly
- Le Prince Milou, Spès, coll. « Jamboree », 1957.

### Sous le nom de Jacques van Herp

#### Anthologies
- Sur l'autre face du monde et autres romans scientifiques de sciences et voyages, en collaboration avec Gérard Klein, Robert Laffont, coll. « Ailleurs et Demain/Classiques », 1973 ;
- L'Angleterre fantastique (de Defoe à Wells, 22 contes de revenants et de terreur), Éditions André Gérard, coll. « Anthologies », 1974 ;
- Cahiers de l'Herne no 38 : Jean Ray (en collaboration avec François Truchaud, Herne, coll. « Les cahiers de l'Herne », no 38 1980)[7].
- Fritz Leiber, Les nouvelles, suivies d’une autobiographie, Éd. Lefrancq, Bruxelles, juin 1988, 672 p.  (ISBN 2-87153-567-1),À noter que cinq des onze nouvelles : Le Gondolier noir ; Ceux des profondeurs ; Le Gant ; Minuit à la montre de Morphy ; Clarté spectrale, ainsi que l’autobiographie de Fritz Leiber, ont été traduites par Jacques van Herp.

#### Essais, études, guides
- Jacques Van Herp, André Leborgne, Yves Oliver-Martin et al., Cahiers d'études n°1 : Cahier Jean de La Hire, Éditions de l'Hydre, 1972, 305 p. (OCLC 690503195)
- Panorama de la science-fiction (Éditions Gérard & C°, 1974, no 270, coll. « Marabout Université »)[8]
- Panorama de la science-fiction : les thèmes, les genres, les écoles, les auteurs, Bruxelles, Lefrancq, coll. « Volumes », 1996, 671 p.,  (ISBN 2871532133)
- Harry Dickson, le Sherlock Holmes américain Tome 1, Recto-verso, 1981
- Harry Dickson, le Sherlock Holmes américain Tome 2, Recto-verso, 1983

#### Nouvelles
- Rencontre à minuit, Phénix, no 11, 1987.

#### Préfaces et introductions
- Récits de science-fiction, Joseph-Henri Rosny aîné, Verviers, Éditions Gérard & Cie, coll. « André Gérard Marabout », 1973, 526 p. (Introduction).

### Sous le nom de Michel Jansen

#### Romans
- Raiders de l'espace (en collaboration avec Jean Erland), Spès, coll. « Jamboree », 1955
- Port des brumes, Signe de Piste, 1955 (SDP 74)
- Vers les espaces infinis, Éditions du Soleil levant, 1956
- La Porte sous les eaux (en collaboration avec John Flanders), Spès, coll. « Jamboree », 1960
- Mer des pluies - Spès, coll. « Jamboree-ainé », 1961.

#### Nouvelles
- Werewolf[9], Fiction, no 44, 1957
- Excès de vitesse, Fiction, no 57, 1958
- La Fin du UB-65, Audace no 1 - 15e année - Spécial Fantastique, 1969
- Poursuite sans fin, Phénix, no 4, 1986
- Si jamais je te pince, Phénix, no 8, 1987
- De Du'Vel On à Nek, Phénix, no 15, 1988
- Prima donna (dans la Première Anthologie de la science-fiction française, OPTA, 1959, coll. « Fiction-Spécial »).

#### Périodiques
- Louis Cance, « Remember Jacques Van Herp », Hop !, Aurillac, AEMEGBD, no 106,‎ mars 2005, p. 63 (ISSN 0768-9357).